# Eric Vos
Eric Vos (Turnhout, 7 november 1960) is een Belgisch politicus voor de lokale partij Turnhout Iedereen Mee (TIM), voordien was hij actief voor de CVP en diens opvolger CD&V.

## Levensloop
Vos werd politiek actief in de aanloop naar de gemeenteraadsverkiezingen van 1976. Na de lokale stembusgang van 9 oktober 1988 werd hij een eerste maal verkozen als gemeenteraadslid te Turnhout en daaropvolgend aangesteld als schepen. Een mandaat dat hij zou uitoefenen tot 2012. Hij was in deze periode onder meer verantwoordelijk voor de beleidsdomeinen sport,  cultuur en openbare werken.
In de aanloop naar de lokale verkiezingen van dat jaar kwam het tot een conflict binnen zijn partij over wie lijsttrekker zou worden. Toen het lokale partijbestuur in maart 2012 in het voordeel van zittend burgemeester Francis Stijnen besloot, koos hij niet langer kandidaat te zijn voor de christendemocratische partij. In mei van dat jaar lanceerde Vos samen met toenmalig CD&V-fractievoorzitter in de Turnhoutse gemeenteraad Luc Debondt een eigen partij, 'Turnhout Iedereen Mee' (TIM). Later sloten onder meer ook toenmalig sp.a-schepen Dimitri Gevers, alsook gemeenteraadsleden Toon Otten (CD&V) en Deborah Langman (sp.a) zich aan. Vos werd lijsttrekker van de nieuwe partij. De kieslijst werd voorts aangevuld met ACW/ACV-militanten, voormalige sp.a'ers en personen uit het bedrijfsleven.
Vos kwam die verkiezingen als populairste Turnhoutse politicus uit de bus, met 2259 voorkeurstemmen. Zijn partij werd de op-één-na grootste en behaalde 16,3% van de stemmen, goed voor zes zetels. De partij belandde evenwel in de oppositie, nadat N-VA (die als grootste uit de stembusgang was gekomen) een bestuursakkoord afsloot met CD&V en sp.a. Toen Erwin Brentjens, toenmalig burgemeester, in oktober 2013 moest opstappen n.a.v. interne conflicten (waarbij de stad onbestuurbaar werd verklaard) werd een nieuwe bestuursploeg gevormd. De N-VA werd daarbij door TIM en Groen in de coalitie vervangen. Vos werd aangesteld als nieuwe burgemeester. Deze functie oefende hij uit tot de gemeenteraadsverkiezingen van 2018, waarna hij en zijn partij opnieuw naar de oppositie werden verwezen. Hij werd als burgemeester opgevolgd door Paul Van Miert.
In 2019 werd Vos directeur van de vzw Huurpunt, een koepelorganisatie van sociale verhuurkantoren (SVK).